# 灰鷂
，是鷹形目鷹科鷂屬下的一種鳥類。其分佈範圍從火地群岛延伸至阿根廷、智利、玻利維亞、巴拉圭、秘魯和巴西南部；跨越安第斯山脈延伸至哥倫比亞。這種鳥類的族群正在下降，但由於其廣闊的分布範圍並不符合更進一步的標準，因此在《國際自然保護聯盟瀕危物種紅色名錄》中被評為無危物種。

## 外部連結
- 维基共享资源上的相關多媒體資源：灰鷂
- 維基物種上的相關：灰鷂